# Pipeline
Pour les articles homonymes, voir Pipeline (homonymie).

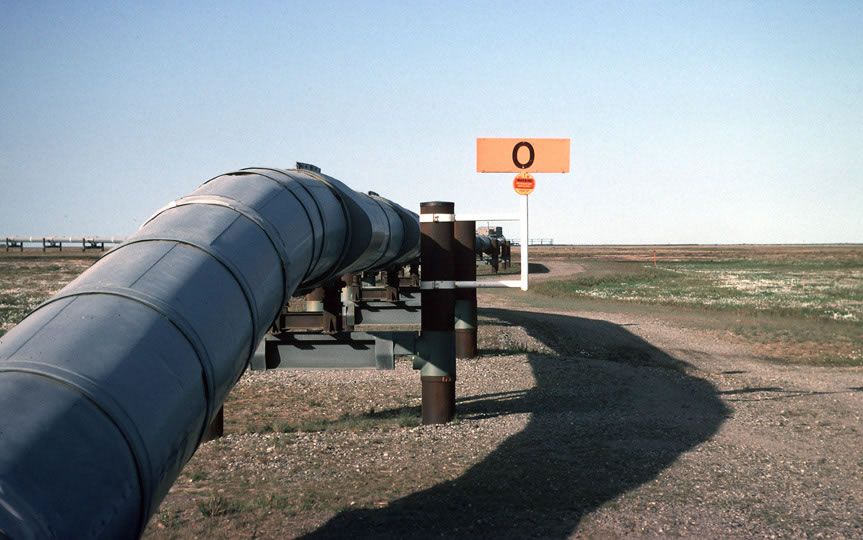
L'oléoduc trans-Alaska reliant Prudhoe Bay à Valdez sur près de 1300 km.

Un pipeline (mot emprunté de l'anglais,) est un ouvrage (canalisation, conduite, tuyau, etc.) destiné à transporter, sous pression et sur de grandes distances, des matières fluides (liquides, gaz, mélanges polyphasiques). C'est un système industriel constitué de tubes et d'accessoires (robinets, vannes, compresseurs, etc.), souvent organisés en réseau.
Les produits acheminés par pipeline sont généralement : le pétrole et autres hydrocarbures liquides, le gaz naturel et autres gaz combustibles, ainsi que certains produits chimiques.
Le transit de produits alimentaires (bière, lait, grains, etc.) dans de longues conduites ou émissaires, ainsi que l'évacuation gravitaire des effluents (eaux usées, eaux pluviales, tout-à-l'égout, etc.), ou encore l'amenée d'eau dans un ouvrage hydraulique (conduite forcée), peuvent entrer dans une acception élargie de ce terme.

## Nature des fluides transportés
Selon les fluides transportés, les pipelines portent des noms spécifiques et sont assujettis à une règlementation qui leur est propre, tout comme le sont leurs techniques de construction et d’exploitation.
Les principaux systèmes de pipeline concernent :
- le gaz naturel ou combustible : transporté par gazoduc ;
- les hydrocarbures liquides, dont le pétrole : transportés par oléoduc.

Certains produits miniers sont transportés en suspension sous forme de boue (slurry). On parle de minéroduc (en anglais : Slurry pipeline) ; pour le charbon transporté pulvérulent, mélangé à de l'eau, sous forme d'une boue liquide (schlamm), on parle d'hydrocarboduc.
Il existe bien d'autres produits acheminés par pipeline sur des distances parfois importantes, justifiant ainsi le terme de « transport », par différenciation avec des distributions locales :
- l'eau douce, principalement pour l'irrigation, dans des conduites ou émissaires ou aqueducs ;
- l'eau salée ou saumâtre, appelée « saumure », dans des saumoducs ;
- la bière dans des biéroducs ;
- le lait dans des lactoducs ;
- l'oxygène dans des oxygénoducs ;
- l'hydrogène dans des hydrogénoducs ;
- l'éthylène dans des éthylénoducs ;
- etc.

## Historique du transport par canalisations
Des réseaux d'aqueducs pour la collecte et la distribution d'eau potable et d'irrigation existent depuis les temps historiques les plus anciens. C’est en Chine dès 500 av. J.-C. qu’apparaissent les premières canalisations, des bambous fendus et liés par de la ficelle, destinées à acheminer de l’eau. Durant l’Antiquité, des conduites en bois, en terre cuite, en pierre ou en métal ductile (plomb…), sont utilisées pour le transport de l’eau. En France, à la fin du XVIIIe siècle, une conduite (saumoduc), constituée de troncs creusés de sapin, a été construite sur 21,5 km entre Salins-les-Bains (Jura) et Arc-et-Senans (Doubs) pour transporter la saumure.
Au début du XIXe siècle, la civilisation industrielle, qui a vu se développer des installations complexes (hauts fourneaux, usines à gaz, centrales de vapeur, etc.), met en place des systèmes locaux de transport de fluides constitués par des canalisations en fonte, bois, acier, ou céramique, mais restant d'ampleur modeste. 
À partir de 1860, les pipelines deviennent indispensables avec la révolution industrielle et le début de l’exploitation du pétrole. À Titusville en Pennsylvanie, l’exploitation des premiers gisements de pétrole provoque une véritable ruée vers l’or noir et très vite il faut trouver un moyen autre que des chalands ou le chemin de fer pour transporter par barils cette production massive. Le premier concept industriel de transport par pipeline (canalisation sous pression) aurait été formulé par le Russe Dmitri Mendeleïev en 1863, suggérant l'utilisation de tubes en acier. Aux USA, dès 1865, un premier oléoduc, de huit kilomètres en tubes vissés en fonte et d'un diamètre de 2 ", est construit et transporte 100 m3 de pétrole par jour. En 1878, un nouveau pipeline, de 170 kilomètres et d'un diamètre de 6 ", est construit avec la capacité de transport jamais atteinte de 1 500 m3 de pétrole par jour. En 1878-1880, le Russe Vladimir Choukhov, pour la société Branobel, fait construire le premier oléoduc russe près de Bakou. Vers 1885 le terme de pipeline apparaît dans le milieu anglo-saxon puis entre dans le lexique industriel français[réf. incomplète]. A la fin de ce siècle 29 000 km de canalisations étaient en exploitation.
Durant la première moitié du XXe siècle, l’évolution des techniques, par l’utilisation d'aciers de meilleur qualité, de moyens de soudure plus performants autorisant l'augmentation du diamètre des tubes et des pressions de service, ainsi que de nouvelles machines de pose dans le sol, permettent d'accroitre les capacités de transport. Entre 1931 et 1947, les États-Unis voient la longueur de leurs réseaux d’oléoducs multipliée par six.
À la fin et après la Seconde Guerre mondiale, l’Europe va elle aussi lancer de nombreux et importants projets de construction de pipelines afin d’assurer son ravitaillement en hydrocarbures ; notamment en 1944, à l’initiative des Britanniques avec l'opération PLUTO, un oléoduc est construit sous la Manche.
En 1956 est inauguré le plus long pipeline du monde, dénommé « Drouzhba » : 4 000 kilomètres, reliant le Sud-Est de la Russie à l’Allemagne de l'Est.
Le début des années 1960, avec la demande en gaz naturel augmentant et sa liquéfaction étant au point, voit l’arrivée des premiers importants gazoducs européens. L’Italie, l’Angleterre, les Pays Scandinaves, les Pays-Bas, etc., découvrent sur leur territoire d'immenses champs gaziers et décident de les exploiter, tout comme l’URSS. Les contrats internationaux se multiplient, des gazoducs sont posés sur des milliers de kilomètres ; l' Europe comptant la moitié des gazoducs mondiaux.
En 2011, dans le monde, la longueur des pipelines est estimée à 2 000 000 kilomètres, pour environ les deux tiers concernent les gazoducs, un tiers les oléoducs et marginalement les autres.

## Mécanique des fluides appliquée au pipeline
Lors d’un transport par pipeline il y a dissipation d’énergie mécanique, autrement dit perte de charge, se traduisant par une baisse de la pression dans le cas des liquides ou par une détente dans le cas des gaz. S’applique ici le théorème de Bernoulli généralisé par le terme ΔH (perte de charge) exprimé en mètres comme la différence de « hauteur » (pression/densité) amont et aval du fluide. Une perte de charge est le produit : (coefficient de perte de charge) x (distance entre deux points du pipeline).
Pour les hydrocarbures ce coefficient (en m/km) peut être calculé à partir de l’équation de Colebrook-White ou fixé à partir des abaques de Paul Lefèvre. Pour l’eau il est calculé à partir de l’équation de Darcy-Weisback. Il est lui-même fonction du nombre de Reynolds, sachant que le régime hydraulique est le plus souvent turbulent.
On notera que les pertes de charges sont :
- proportionnelles à Q2 (débit du fluide au carré) ;
- inversement proportionnelles à D5 (diamètre intérieur du tube élevé à la puissance cinq).

## Composants d'un système de transport par pipeline

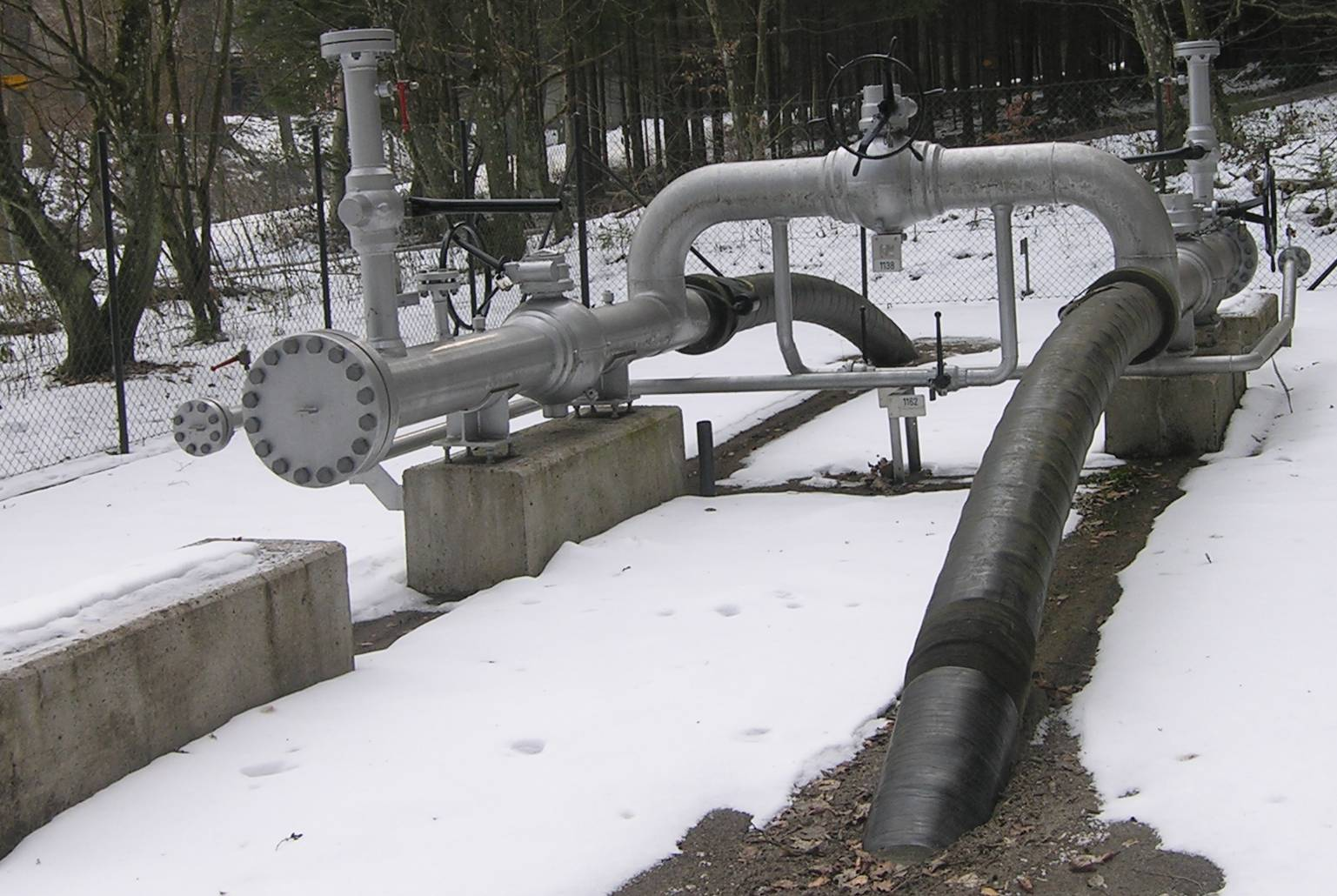
Poste de coupure en Suisse.

Les pipelines sont composés de tronçons de conduites et d'ouvrages connexes remplissant des fonctions précises :
- une ligne ou un réseau de canalisations souterraines, sous-marines ou aériennes, constitués de tubes en acier. Les premières normes ayant été éditées par l'American Petroleum Institut (API), il est toujours d'usage de dimensionner ces tubes par leur diamètre nominal exprimé en pouces (de 4" à 56").
- un centre de commandement et de surveillance (dispatching) où les pipelines sont pilotés à distance.
- d'une station d'injection (pour les gaz) ou expéditrice (pour les liquides) constituant le point d'entrée du réseau de transport ;
- des stations relais de compression (pour les gaz) ou stations relais de pompage (pour les liquides) sont réparties régulièrement le long des pipelines pour rehausser la pression et compenser ainsi les pertes de charge, afin de maintenir la vitesse (donc le débit) du fluide dans les canalisations ;
- des postes de livraison permettent de mettre le fluide transporté à disposition des destinataires intermédiaires ou finaux ;
- des postes de sectionnement permettent d'isoler un tronçon de canalisation afin d'assurer sa maintenance ou de limiter les conséquences néfastes en cas de fuite. Ces stations et postes sont parfois équipés de dispositif d'introduction et de réception de pistons racleurs (pig(s) en anglais), destinés à contrôler les différents paramètres d'intégrité de la canalisation : géométrie, propreté, perte de métal, fissuration, etc. La distance entre deux postes de sectionnement consécutifs dépend de la règlementation applicable, selon le fluide transporté et le pays concerné. La distance entre deux postes de coupure (ou de demi-coupure) consécutifs varie d'une dizaine de kilomètres pour de courtes antennes ou points spéciaux, à quelques centaines de kilomètres pour de grandes canalisations de transit ;
- des postes de détente ou de régulation permettent de diminuer la pression avale du fluide. Ces postes sont souvent associés aux postes de livraison, permettant de séparer des portions de réseau exploités à des différentes pressions de service ;
- des stations d'arrivée marquent l'extrémité d'un réseau de transport. Ce peut être un ensemble de réservoirs de stockage ou le départ d'un réseau aval de distribution.

## Règlementation française du transport par pipeline
En France, il existe plusieurs niveaux de règlementation pour le transport par canalisation :

### Les régimes juridiques de transport
Des lois, décrets et arrêtés déterminent les conditions générales dans lesquelles une société, nommée « transporteur », est autorisée à construire et exploiter un ou plusieurs ouvrages de transport par pipeline. Ils sont différents selon le type de fluides et selon la nature des risques à maîtriser.

### La règlementation de sécurité pour le transporteur (pipelinier)
La sécurité du transport par pipeline est réglementée par le code de l'environnement, notamment l'arrêté du 5 mars 2014 dit « multifluides » (AMF). Ce règlement et les documents normatifs ou interprofessionnels qui le déclinent (guides GESIP, normes NF EN, etc.), définissent les conditions techniques que doivent respecter les transporteurs de gaz naturel, d'hydrocarbures liquides ou liquéfiés, de produits chimiques, lors de la construction et durant l'exploitation de leurs ouvrages, avec un niveau de sécurité acceptable et dans le respect de l'environnement.
Dans ce contexte, les matières dangereuses transportées par pipeline ne sont pas soumises à la réglementation sur le transport de matières dangereuses (TMD).

### La règlementation sur les travaux de tiers
Le décret 2011-1241 du 5 octobre 2011 détermine les précautions que doivent prendre les entreprises et riverains avant de réaliser des travaux au voisinage d'ouvrages de transport, afin de préserver l'intégrité de ces ouvrages et la sécurité des biens et des personnes.

## Sécurité industrielle du transport par pipeline
Comme toute activité industrielle, le transport par pipeline mobilise des fluides et des énergies présentant un danger. Le risque industriel lié à ce danger est estimé et traité dans le cadre de règlementations, afin de le ramener à un niveau résiduel acceptable par la société, représentée par les organismes de contrôle et diverses associations. Quel que soit le niveau de sécurité visé et les moyens mis en œuvre pour l'obtenir, l'accident reste toujours possible et se ramènent à une perte de confinement du produit transporté et à une interaction néfaste de ce produit avec l'environnement.
En France, Des plans d'urgence, ici nommés Plan de Sécurité et d'Intervention (PSI), sont établis en relation avec les pouvoirs publics, notamment les SDIS.
Ainsi, au-delà des opérations classiques de maintenance faisant partie de l'exploitation de l'ouvrage, en fonction des règlementations nationales et des pratiques locales, un diagnostic poussé des ouvrages de transport est réalisé périodiquement. En particulier, l'intégrité physique des canalisations fait l'objet de contrôles non destructif (CND), notamment par des mesures électriques de surface (courant de Foucault), par des auscultations électromagnétiques ou par ultrasons, réalisées à partir de pistons racleurs instrumentés[réf. incomplète].

## Économie du transport par pipeline
Dans les schémas économiques antérieurs, le transport par canalisations dédiées faisait partie d'une chaîne de valeur intégrée allant de la production à la livraison. Ses coûts d'investissement et d'exploitation étaient le plus souvent pris en charge par le producteur et/ou le vendeur de produit qui le répercutait sur son prix de vente.
Dans les nouveaux schémas économiques, et notamment dans les schémas gaziers européens d'ouverture totale du marché à la concurrence internationale, le transport (au sens large, y compris la distribution) devient une activité séparée (unbundled en anglais) gérée par des opérateurs autonomes, au service de l'ensemble des fournisseurs amont et des consommateurs avals.
Ce schéma économique qui est déjà classique aux États-Unis et qui se met en place en Europe, entraîne — en phase transitoire — des effets néfastes de désoptimisation des réseaux et des organisations qui font douter certains acteurs de l'efficacité de ce modèle, notamment en période de pénurie de produit et de position dominante des fournisseurs. Le niveau de prix qui reste élevé en Europe depuis la mise en place de ce nouveau marché européen du gaz a amené les industriels à remettre en question le schéma énergique actuellement promu par la Commission européenne[réf. nécessaire].

## Mise en place d'un système pipeline

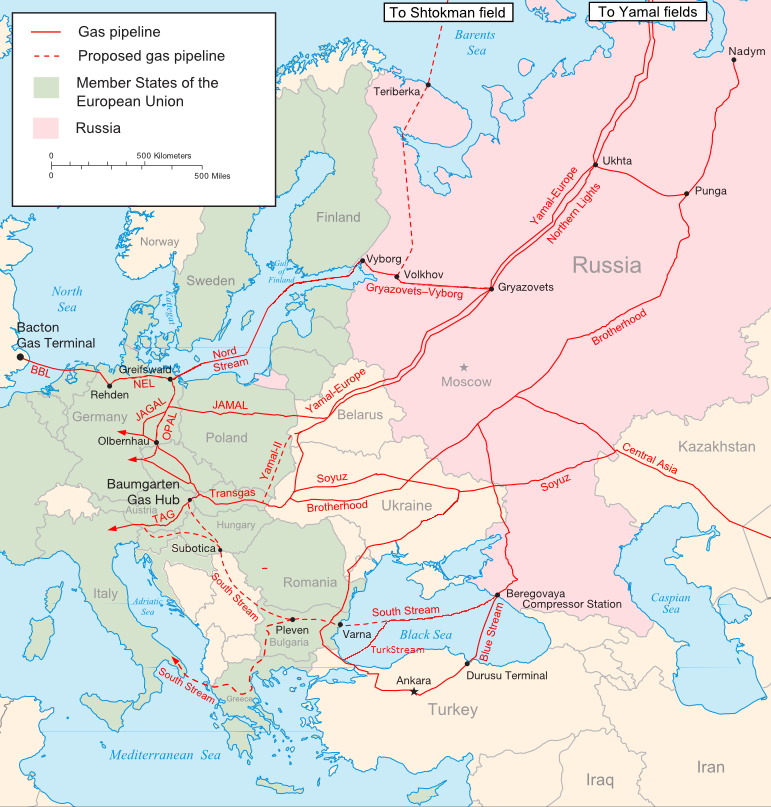
Gazoducs de gaz naturel russe vers l'Union européenne en 2009.

Un système de transport par canalisation nécessite :
- la construction initiale ou progressive de l'outil industriel constitué par un ensemble de composants (voir plus haut) ;
- la mise en place d'un mécanisme de gestion de cet actif industriel, basé sur des jeux de contrats entre divers fournisseurs de produit, opérateurs de transport et de distribution, consommateurs.

Ce modèle technico-économique est contrôlé par des autorités régionales, nationales ou supranationales qui s'assurent que les règles de marché sont respectées et que la sécurité des biens et des personnes est garantie, avec un risque résiduel acceptable.

## Exploitation d'un système pipeline
Une fois le modèle économique défini et les ouvrages construits (ou acquis), la pérennité du transport par canalisation implique l'exploitation (conduite, au sens utilisation) et la maintenance (entretien) du réseau de transport.
Pour cela, l'opérateur définit des règles techniques et organisationnelles, rassemblées dans un système de management de la qualité, de la sécurité et de l'environnement conforme aux règlementations et règles de l'art en vigueur.
La conduite des flux de produits, par l'intermédiaire d'organes tels que robinets, vannes, régulateurs, évents, compteurs… se fait de plus en plus souvent à distance depuis un centre de répartition (dispatching en anglais), à l'aide d'un système de supervision ('SCADA') et de télécommandes.
Les systèmes de télégestion et télésurveillance des réseaux sont de plus en plus sophistiqués avec les progrès techniques réalisés. Certains opérateurs mettent en œuvre des systèmes « intelligents » voire des systèmes experts qui auscultent périodiquement l'état de la canalisation et préconisent des actions préventives ou curatives de conduite ou de réparation.
L'entretien ou le remplacement physique des organes est réalisé suivant des programmes de maintenance définis par l'opérateur et mis en œuvre par son personnel propre et/ou par des prestataires externes.
Le nettoyage ainsi que la vérification de la cylindricité des canalisations sont réalisés par le passage de pistons de conception adaptée à la fonction recherchée (piston racleur, nettoyeur, gabarit, etc.).

## Les pipelines et l'environnement

### Problématiques environnementales
Les pipelines font l'objet de nombreuses études d'impact à la conception et d'études de dangers tant lors de la construction que durant l'exploitation.

#### Comparaison avec d'autres modes de transport
Le transport du pétrole et des hydrocarbures se fait selon différents modes de transports : pipeline, bateau, camion ou train. De nombreux rapports indiquent que par pipeline les dégâts environnementaux sont globalement moindre que par train ou par camion. En effet si par train ou par camion les accidents avec déversement sont unitairement moins important, globalement ils sont beaucoup plus fréquents que par pipeline. Quant aux accidents de transport maritime avec déversement, la pollution engendrée affecte grandement l’habitat marin et le littoral côtier (marées noires).

#### Perturbation de l'habitat animal et destruction de la végétation
Les pipelines s’étendent souvent sur des milliers de kilomètres et engendrent donc d’importants travaux d'ouverture de tranchées et de pose de conduite qui ont temporairement un impact sur l’habitat des êtres vivants, la végétation et divers environnements. Ils peuvent par exemple constituer une barrière pour des animaux sauvages qui peuvent être bloqués d’un seul côté du chantier de pose. La pose des conduites par forage réduit ces impacts.

#### Mesures de protection de l'environnement
Dans un contexte de prise de conscience concernant les problématiques environnementales, l’industrie des pipelines de transport s’engage de plus en plus ouvertement à livrer les produits énergétiques nécessaire à la population, tout en protégeant l’environnement. Les experts œuvrent afin d’améliorer les technologies des pipelines en matière de sécurité dans le but de tendre vers le zéro incident.

#### Les cours d'eau
Les sociétés de pipeline s’engagent à mettre divers moyens afin de protéger les cours d’eau tout au long du cycle de vie des pipelines, c'est-à-dire de leur conception, en passant par leur construction, leur exploitation et leur maintenance et ce jusqu’à la fin de l’exploitation du pipeline.
Pour cela, des biologistes, des environnementalistes et d’autres spécialistes étudient les tracés de pipelines durant plusieurs saisons afin de choisir les endroits les plus sécuritaires pour traverser les cours d’eau. Plusieurs facteurs sont analysés au cours de ces études préliminaires, tels que la stabilité des berges, la présence de la faune, des poissons autres et animaux marins ainsi que leur habitat.
Il faut ensuite choisir la méthode de construction la plus sécuritaire. Le constructeur effectue ce choix en prenant en compte les facteurs précédemment étudiés tels que la stabilité des berges ou la faune.
Il existe alors différentes méthodes de construction, telle que la méthode dite « sans tranchées » ou « forage horizontal » (HDD), méthode ne perturbant pas le cours d’eau. On fore un chemin sous le cours d’eau afin d’y faire passer le pipeline. Le constructeur peut aussi utiliser d’autres méthodes, comme les tranchées déportées qui consistent à détourner tout ou partie du cours d’eau autour du site de construction ou à attendre qu’il soit sec ou gelé pour commencer à creuser. Le recours à la méthode de la tranchée traditionnelle se fait uniquement lorsqu'aucune de ces options n’est possible.
Des mesures de sécurité supplémentaires sont en général mises en place. Les tubes ont une épaisseur plus importante et la paroi extérieure recouverte d’un matériau résistant à la corrosion. Lorsque le courant est fort, on peut procéder à l’ancrage de pipeline par câbles et poids afin d’accroitre sa stabilité.
Tout au cours de son exploitation, le pipeline et les berges des cours d’eau sont surveillés afin de garantir la préservation de l’environnement.

#### La faune et l'habitat des êtres vivants
Dès la conception des pipelines, des moyens visant à protéger la faune le long du tracé des pipelines sont menées. Des spécialistes et des biologistes mènent des études de danger sur les environnements traversés par le pipeline afin de réduire les risques.
La construction du pipeline est planifiée durant la saison qui dérange le moins la faune. On évitera par exemple la période de reproduction, de nidification, durant laquelle la construction du pipeline pourrait perturber les animaux présents dans l’environnement. De plus, les travaux de construction terminés, les sociétés doivent remettre en état le secteur, notamment en rétablissant dans son état initial le sol de la zone de passage du pipeline, par reconstitution des couches de terre arable déplacées lors des travaux. L’activité de la faune est ensuite surveillée afin de garantir le succès du processus et d’évaluer l'impact du pipeline sur la faune.

#### La végétation
Préalablement à la construction des experts procèdent à une évaluation environnementale (étude d'impact) afin de choisir le tracé du pipeline qui perturbera le moins l’environnement. Les sociétés de construction procèdent au nettoyage des outils pour éviter l’introduction d’espèces destructrices pour la végétation. De même, à la fin de la construction, la remise en état de la zone de passage du pipeline à son état initial est importante afin d’éviter l’érosion et d’assurer la stabilité du sol. Enfin, une surveillance du site permet de s’assurer de la repousse correcte de la végétation.

#### Pollution et changements climatiques
Concernant les gazoducs, diverses stratégies sont étudiées et mises en place dans le but de réduire l'émission des gaz à effet de serre. La combustion des carburants fossiles dans les stations de compression ou les fuites de méthane lors des activités de maintenance constituent la principale source d’émission de gaz à effet de serre. Les ingénieurs travaillent donc à l’amélioration des compresseurs (meilleure étanchéité) afin d’éviter les fuites lors de ce transport. De bonnes pratiques d’entretien sont nécessaires, notamment lors de la vidange et de la neutralisation du tronçon d'un pipeline avant de l'ouvrir et de procéder à une intervention.

#### Déversements
Un déversement accidentel (rupture de confinement) représente le risque majeur pour les sociétés d’exploitation de pipelines. Pour limiter ce risque, elles élaborent un plan de sécurité et d’intervention (PSI) pour chaque pipeline. Il contient les étapes de décision nécessaires pour gérer les situations d’urgence.
S’il y a détection ou présomption d’une fuite, traduisant un déversement, la société d'exploitation procède à l’arrêt du pipeline. Le déversement confirmé, elle déclenche son PSI sous l'autorité du préfet (dispositif ORSEC). Sur le site de l’accident, elle procède à la récupération du produit déversé, à la dépollution des sols et à toute autre réparation. Enfin elle est tenue à la recherche des causes de l’accident et la mise en place des mesures et directives correctives pour que de tels accidents ne se reproduisent.

## Maintenance

### Objectif de la maintenance
Comme dans tout système industriel, les objectifs de la maintenance des pipelines sont de préserver toutes les fonctionnalités du système, d'assurer en toute sécurité l'opérabilité des actifs physiques, mais également ici de garantir les qualités intrinsèques du produit transporté. Les actifs physiques sont les tubes, les vannes, les équipements actifs (pompes, compresseurs, etc.), les équipements fixes (cuves, échangeurs de chaleur, etc.), les autres composants en ligne (siphons, filtres, etc.) et les instruments annexes : instrumentation, organes de contrôles, de régulation ou de traçabilité, alimentation électrique, télécommande, télésurveillance, etc.
Les informations (données) sont collectées durant le fonctionnement normal mais également en cas de dysfonctionnement ou de panne. Elles sont traitées de différentes manières :
- ignorées. Les problèmes seront corrigés plus tard ;
- enregistrées sous forme de données numériques ou physiques (traçabilité) ;
- converties en connaissances, expériences et actions de progrès.

### Stratégies de maintenance
Il existe deux stratégies de maintenance : 
- l'approche réactive : la maintenance corrective curative, et la maintenance palliative. Les composants fonctionnent jusqu'à défaillance ou presque ;
- l'approche proactive : la maintenance préventive comme l'inspection de l'équipement, des mesures préalables en vue d'une révision, la réparation ou le remplacement avant l'incident). Dans ce cas on différencie : - la maintenance systématique lorsque les inspections sont basées sur une durée de service planifiée à intervalles fixes (par exemple : la vidange de l’huile tous les mois) ; - la maintenance prévisionnelle lorsque les inspections sont basées sur des conditions justifiées par des analyses et résultats d'inspection. La maintenance prévisionnelle a pour objectif d'atteindre un degré de fiabilité optimum (nécessaire et suffisant) tout en garantissant le niveau de fiabilité souhaité. L’objectif n’est pas d’avoir un équipement aussi bon que neuf, mais suffisamment performant pour s’acquitter de sa fonction de manière fiable et sûre.

La maintenance préventive s'impose dans les cas suivants :
- sécurité des installations : actions essentielles pour prévenir ou atténuer les accidents qui auraient des conséquences inacceptables pour les travailleurs, le public et/ou l'environnement ;
- perte de production : actions indispensables pour maintenir le niveau de production acceptable ;
- coût de maintenance : actions sur les équipements qu'il serait coûteux de remplacer ou qui nécessiteraient des délais incompatibles ;
- risque de défaillance : systèmes ou composants présentant un risque plus élevé de défaillance, par exemple en raison : de la corrosion, d'un fonctionnement à haute pression, à haute température, d'un fonctionnement au delà des recommandations du fournisseur ou fondé sur les expériences tirées par l'entreprise ;
- exigences réglementaires : systèmes ou composants devant être contrôlés ou testés périodiquement d'après la réglementation[18].

### Planning de maintenance
Les étapes d'un plan de maintenance sont les suivantes :
1. Pour chaque système, déterminer une stratégie de maintenance : proactive ou réactive.
2. Pour chaque système identifié comme maintenance proactive, préparer une liste de composants (segments de conduite, vannes, pompes, etc.). Pour chaque composant, spécifier la fonction requise, son mode de défaillance et sa cause.
3. Pour chaque cause de défaillance d'un composant, sélectionner la technique d'inspection appropriée. L'objectif est de décider de ce qui doit être inspecté, quand, où et comment.
4. Déterminer les critères d'acceptation qui seront utilisés pour évaluer les résultats de l'inspection.
5. Planifier et mettre en œuvre les inspections de maintenance, soit en cours de fonctionnement (en ligne), soit en cas de panne (arrêt).
6. Documenter les résultats et maintenir une base de données.

### Activités de maintenance
Les activités de maintenance visent à garantir que les pipelines et les équipements utilisés fonctionnent de manière sécurisée. Les exigences réglementaires, détaillent les normes minimales d’inspection, de maintenance et de protection. Elles se sont accrues ces dernières décennies, améliorant continuellement les pratiques et techniques de prévention et de protection. Ces activités sont :

#### Emploi de racleurs
Un pipeline doit être doté d’équipements spécifiques à l'inspection par des racleurs instrumentés. Il s’agit notamment de « gares de racleur » permettant le lancement et la réception de ces racleurs qui peuvent parfois être fournies par des prestataires extérieurs. Il faut aussi s'assurer que les rayons de courbure du pipeline permettent le passage de tels racleurs. Si cette condition n’est pas remplie, par exemple sur des lignes construites antérieurement à l’existence des racleurs instrumentés, des travaux, souvent importants, sont impératifs.
Ces racleurs instrumentés regroupent un ensemble d’outils d'inspection apte à détecter les défauts susceptibles d’être présents sur l'intégralité de la surface tant interne qu'externe du pipeline.
Après une inspection par racleur, l'exploitant du réseau dispose d’un ensemble de données révélant des défauts qualifiés (nature et localisation) et quantifiés (valeurs ou position sur une grille d'acceptabilité). Cet ensemble met en valeur l’efficacité des moyens de prévention mis en place. Des adaptations/améliorations sont décidées si nécessaire.
Si certains défauts sont inacceptables au regard de la réglementation ou des conditions d’exploitation, ils sont réparés sans délai ou parfois les conditions d’exploitation seront temporairement adaptées.
Enfin, certains défauts, ne mettant pas en cause l’intégrité de la ligne, sont laissés « en l'état » et historisés. La modélisation de leur progression permet d’évaluer leur durée de vie potentielle, c'est-à-dire jusqu'à l'arbitrage entre la réparation différée ou la nécessité de refaire une inspection avant le délai réglementaire. À l'inverse il peut être intéressant de réparer par anticipation des défauts acceptables notamment si cela permet de repousser une coûteuse inspection par racleur.

#### Essais hydrostatiques
Le test de pression hydrostatique est une méthode de test des pipelines utilisés depuis des décennies. Ces tests sont utilisés afin de vérifier que les canalisations des pipelines sont conformes au service demandé. Ils sont également utilisés dans diverses applications annexes : - tests de résistance avant la mise en service d'un pipeline nouvellement construit ; - tests d'un tronçon de remplacement avant son raccordement au pipeline principal ; - méthode de requalification périodique d'un pipeline durant son exploitation ; - fixation d'une nouvelle pression maximale de service (PMS).
Les essais hydrostatiques consistent à retirer le produit transporté du tronçon de pipeline à tester et à le remplir d’eau. L'eau est ensuite pressurisée à des niveaux supérieurs à la pression maximale de service (PMS) afin de vérifier la bonne résistance du tube. L'évolution de cette surpression est surveillée en continu durant toute la durée de l’essai (8 heures minimum pour les canalisations enterrées). S'il y a une baisse inexpliquée de cette pression il y a forte présomption de fuite et les essais sont stoppés. Plusieurs méthodes sont utilisées pour sectionner la ligne et identifier l'emplacement de la fuite. Dans certains cas, l’eau d’essai est colorée avec un produit identifiable, biodégradable et sans danger pour l’environnement. Une fois les réparations terminées, la ligne est à nouveau testée dans les mêmes conditions hydrostatiques jusqu'à ce que le test soit réussi. L’essai hydrostatique réussi, l’eau du test est évacuée et la conduite remplie du produit initial. La conduite peut reprendre son fonctionnement à la PMS normale ou révisée.

#### Protection cathodique[19]
Les pipelines sont protégés par un système de protection cathodique (PC) en prévention de la corrosion. Ce système nécessite l'équipement de stations d'alimentation électrique et de test connecté au pipeline pour maintenir et mesurer le potentiel électrique correct de la conduite par rapport au sol, l'assurant ainsi cathodiquement contre la corrosion. Périodiquement des campagnes de mesure et rapports sont établis.

#### Dégagement de la zone de droit de passage
Le dégagement de tout arbre et le défrichage de toute végétation racinaire dans la zone de droit de passage facilite une intervention rapide et sûre sur le pipeline. En effet toute plante racinaire est attirée par la chaleur et l'humidité présentes à proximité d'une conduite enterrée et cela favorise la croissance des racines qui peuvent s'enrouler autour, endommager son revêtement de protection et réactiver ainsi la corrosion du tube.
Une emprise dégagée du pipeline fournit un efficace repère visuel informant le public de sa présence et lui rappelant l'interdiction de tout excavation ou aménagement de cette zone. De même elle facilite l'inspection aérienne qui est effectuée périodiquement afin de détecter toute anomalie.

## Dangers et impacts environnementaux
Un séisme peut provoquer la rupture d'un pipeline, la fuite du produit transporté et en conséquence entrainer des explosions et des incendies très dangereux pour l'environnement. Bien entendu l'occurrence d'un tel accident dépend de l'intensité de séisme.
Parfois un accident de pipeline se produit en zone urbanisée, la raison pouvant être la détérioration d'un réseau voisin : communications, égouts, chaleur ou eau. De l'eau peut s'infiltrer dans les sols, entraînant une élévation du niveau de la nappe souterraine, des défaillances comme l'affaissement du sol, ou l'inondation des fondations.
Si la réglementation l'autorise (pour les oléoducs et les gazoducs cela reste interdit), lors de la pose de nouvelles conduites ou de leur réparation, en remplacement des tubes en acier, il est parfois possible d'utiliser des canalisations en plastique ou autre matériau. Aujourd'hui le marché des raccords, des tubes, des vannes et autres accessoires fournit des produits de haute qualité. Il est ainsi parfois possible de minimiser les accidents, de limiter les pertes économiques et de prévenir les catastrophes environnementales.

### Principaux accidents
Les dégâts causés par des tiers sont la première cause de dommages aux pipelines. Les conduites transportant des matières inflammables ou explosives, telles que le gaz naturel ou le pétrole, posent des problèmes de sécurité particuliers.
- 1965 - Une canalisation de transport de gaz de 32 pouces, située au nord de Natchitoches, en Louisiane, appartenant au gazoduc du Tennessee, a explosé et a brûlé après la rupture par fissuration par corrosion sous contrainte le 4 mars, faisant dix-sept morts. Au moins neuf autres personnes ont été blessées et sept maisons détruites à 450 pieds de la rupture. Cet accident poussa le président de l’époque, Lyndon B.Johnson, à réclamer la création d’une agence nationale de la sécurité des pipelines en 1967.
- 16 juin 1976 - Une équipe de construction de routes brise un pipeline d'essence à Los Angeles, en Californie. L’essence s’est répandue sur la zone et a rapidement pris feu, faisant neuf morts et quatorze blessés au moins. La confusion sur la profondeur du pipeline dans la zone de construction semblait être un facteur dans l'accident.
- 4 juin 1989 - Désastre du train à Ufa : des étincelles de deux trains qui passent ont fait exploser du gaz s'échappant d'un pipeline de GPL près d'Oufa, en Russie. Au moins 575 personnes auraient été tuées.
- 17 octobre 1998 - Explosion du pipeline à Jesse, dans le delta du Niger au Nigeria. Cette explosion a fait environ 1 200 morts qui majoritairement récupéraient l'essence déversée.
- 10 juin 1999 - Une rupture de pipeline dans un parc de Bellingham, dans l'État de Washington, a entraîné la libération de 277 200 gallons d'essence. L'essence a été enflammée, provoquant une explosion qui a tué deux enfants et un adulte. Une mauvaise opération du pipeline et une section de la canalisation précédemment endommagée qui n’avait pas été détectée auparavant ont été identifiées comme étant à l’origine de la défaillance.
- 19 août 2000 - Rupture d'un gazoduc et incendie près de Carlsbad, au Nouveau-Mexique. Cette explosion et cet incendie ont tué 12 membres d'une famille élargie. La cause était due à une corrosion interne sévère du pipeline.
- 30 juillet 2004 - Un important gazoduc de gaz naturel explose à Ghislenghien, en Belgique, près d'Ath (à 30 km au sud-ouest de Bruxelles), faisant au moins 24 morts et 132 blessés, certains grièvement.
- 12 mai 2006 - Un oléoduc s'est rompu à l’extérieur de Lagos, au Nigeria. Jusqu'à 200 personnes pourraient avoir été tuées. Voir l’exposition pétrolière au Nigeria.
- 1er novembre 2007 - Un pipeline de propane a explosé près de Carmichael, dans le Mississippi, à environ 48 km au sud de Meridian, dans le Mississippi. Deux personnes ont été tuées sur le coup et quatre autres ont été blessées. Plusieurs maisons ont été détruites et soixante familles ont été déplacées. Le pipeline appartient à Enterprise Products Partners LP et va de Mont Belvieu, au Texas, à Apex, en Californie du Nord. L’incapacité de détecter les défauts de tuyauterie soudés par soudure ERW, à la date de la pose, a été un facteur de l’accident.
- 9 septembre 2010 - Explosion du pipeline San Bruno 2010 : Un gazoduc à haute pression de 30 pouces de diamètre appartenant à Pacific Gas & Electric a explosé dans le quartier résidentiel de Crestmoor, à 3,2 km à l'ouest de l'aéroport international de San Francisco, faisant huit morts et cinquante-huit blessés et la destruction de trente-huit maisons. Le mauvais contrôle de la qualité de la conduite à la construction ont été un des facteurs de l'accident.
- 27 juin 2014 : une explosion s'est produite après la rupture d'une conduite de gaz naturel dans le village de Nagaram, district de Godavari-Est, à Andhra Pradesh, en Inde, faisant seize morts et détruisant des « dizaines de maisons ».
- 31 juillet 2014 - Dans la nuit une série d’explosions provenant de gazoducs souterrains s'est produite dans la ville de Kaohsiung (Taïwan).Des fuites de gaz ont rempli les égouts le long de plusieurs artères principales et les explosions qui en ont résulté ont transformé plusieurs kilomètres de route en profondes tranchées, projetant véhicules et débris dans les airs et allumant des incendies sur une vaste zone. Au moins trente-deux personnes ont été tuées et 321 blessées.

## Transport par oléoducs et gazoducs
Le transport par canalisation est généralement le moyen le plus économique de transporter du pétrole ou du gaz naturel sur de grandes distances terrestres.
Pour traverser de grandes distances maritimes, bien que des techniques sous-marines existent, le transport maritime par pétrolier ou méthanier est plus économique.
Le transport par canalisation de ces hydrocarbures utilise majoritairement des tubes en acier, soudés bout à bout et revêtus par enrobage pour mieux résister à la corrosion et aux agressions chimiques ou mécaniques.
Le fluide transporté dans les canalisations se déplace généralement sous pression, à des vitesses variant de 1 à 6 m/s. La pression et la vitesse de circulation (autrement dit le débit) sont générées par des pompes centrifuges (pour les liquides) ou des compresseurs (pour les gaz).
Les oléoducs transportent souvent plusieurs types d'hydrocarbures, en séquences appelés « trains » ou « batchs ». À l'interface entre deux trains, un mélange partiel de produits se crée. Le bouchon (zone de mélange dite « conta » (de contamination)) est écarté et traité à l'arrivée dans la station de réception.
Les systèmes de gazoducs, au contraire, transportent le plus souvent des fluides gazeux dont la composition reste stable dans le temps. Il s'agit majoritairement de gaz naturel ou assimilé (biométhane, etc.). En France, la norme technique NF EN 1594 traite de la conception, la construction et l'exploitation des canalisations en acier pour le transport de gaz à haute pression (supérieure à 16 bar).

## Transport par pipeline de fluides particuliers

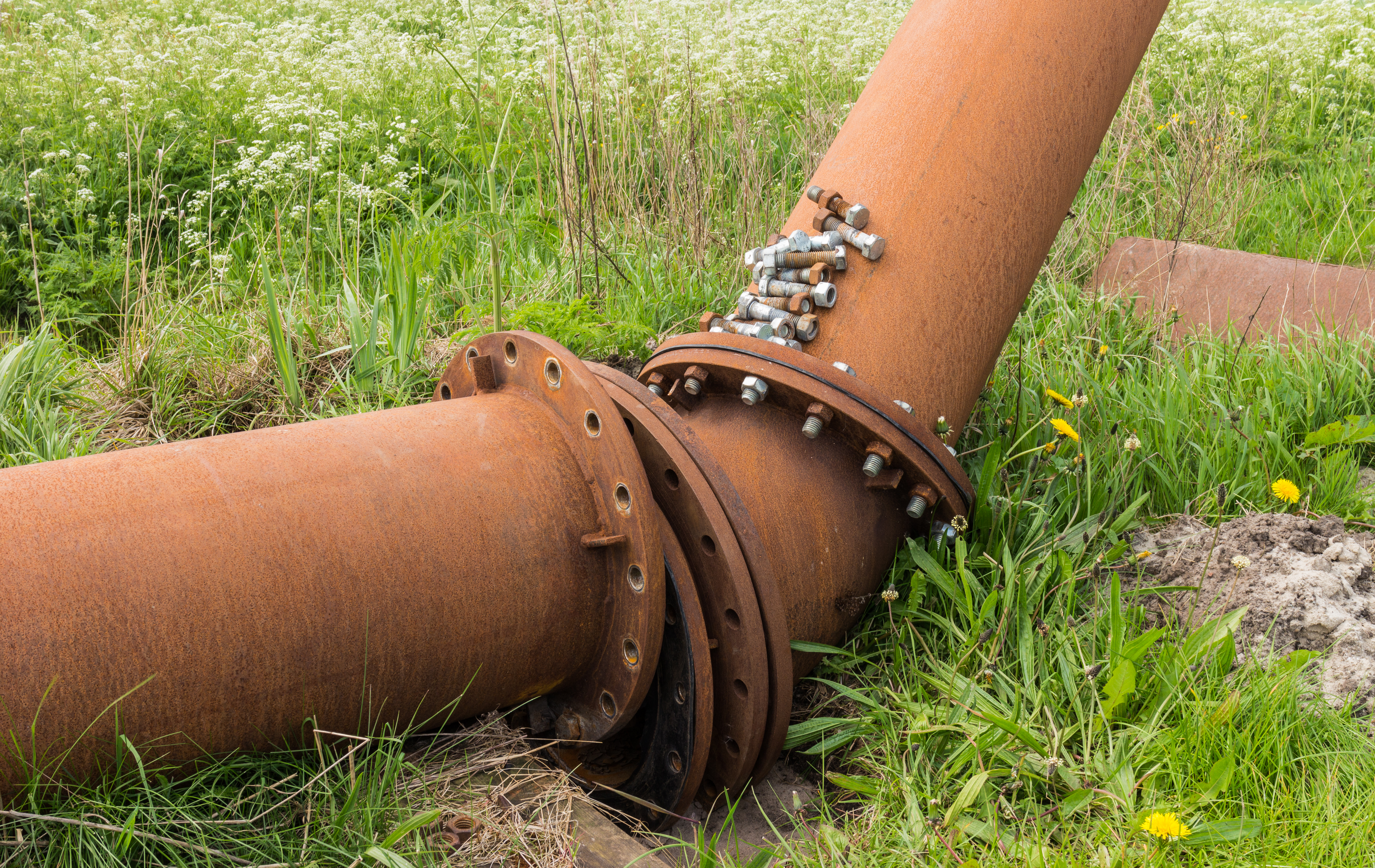
Pipeline hors d'usage.

### Transport d'hydrogène
L'hydrogène est un gaz très inflammable et très léger qui rendent ses conditions de confinement et de transport particulièrement délicates.
En 2004, il y avait 1 450 kilomètres de canalisations d'hydrogène à basse pression aux États-Unis et 1 500 kilomètres en Europe.
Dans le cadre de la transition énergétique, le transport d'hydrogène par canalisations est étudié et expérimenté, notamment en utilisant le réseau de gazoducs de gaz naturel[réf. nécessaire].

### Transport d'eau

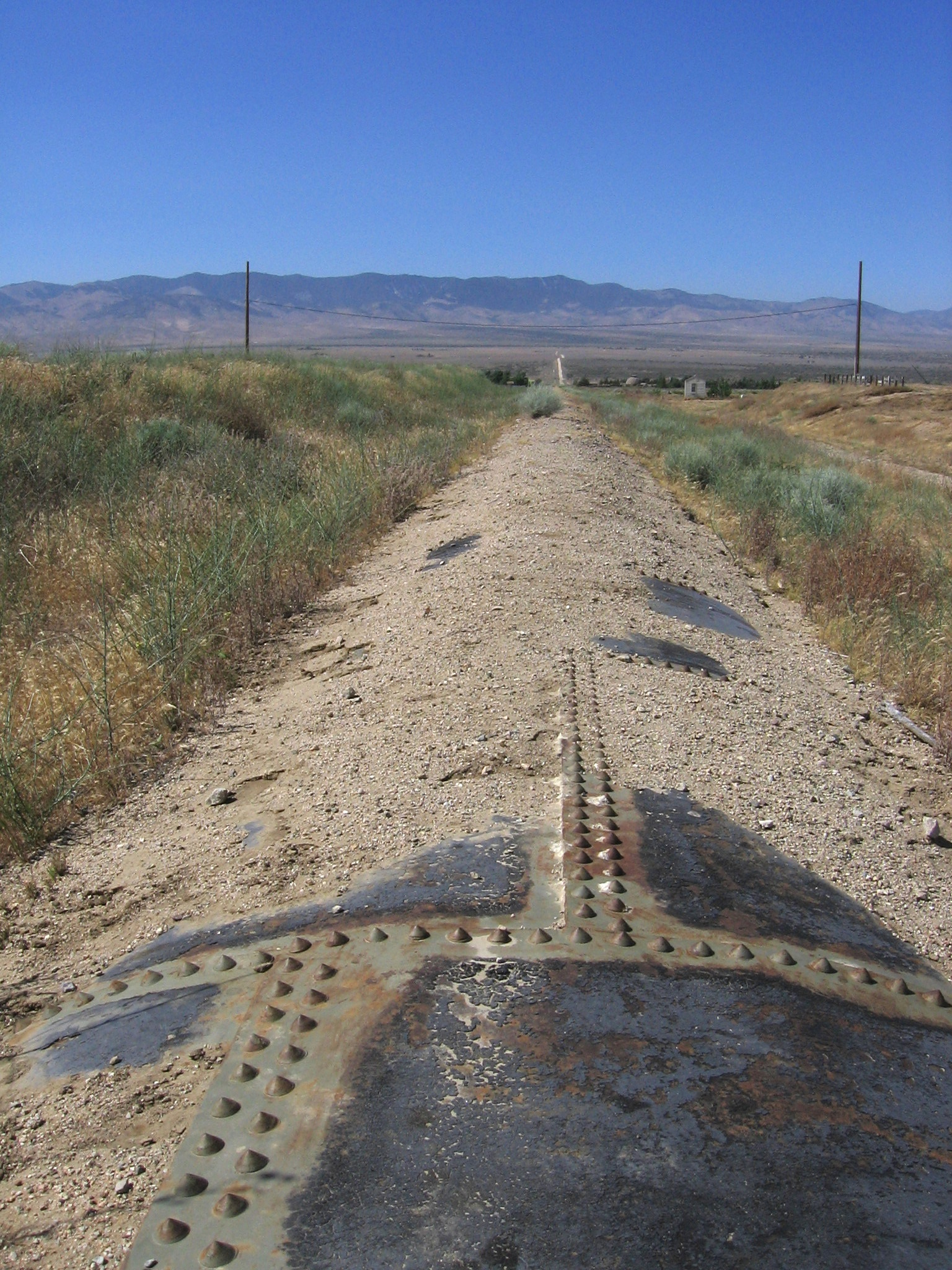
L'aqueduc de Los Angeles à Antelope Valley.

Il y a plus de deux mille ans, la civilisation romaine a édifié de nombreux aqueducs parfois très longs et monumentaux, afin d'amener par gravité l'eau des collines et des montagnes vers les zones rurales à irriguer et les zones urbaines à abreuver.
Aujourd'hui la quasi-totalité des zones habitées bénéficie des bienfaits de l'eau courante grâce à des réseaux de transport par canalisation gérés pour le compte des communes ou des intercommunalités par des entreprises publiques ou privées. Ces compagnies des eaux ou fontainiers sont ainsi responsables d'un service public fondamental.

### Transport de saumure
La ville de Hallstatt en Autriche se targue de posséder le plus ancien saumoduc au monde, qui daterait de 1595. Cette canalisation est composée de 13 000 tubes et elle achemine de la saumure sur 40 kilomètres, de Hallstatt à Ebensee.
En France un saumoduc de 85 km en 20 ", exploité par Géosel, relie l'étang d'Engrenier à Fos-sur-Mer au stockage souterrain d'hydrocarbures de Manosque.

### Transport de bière
Les bars du fameux stade de football du Veltins-Arena sont interconnectés par une canalisation de transport de bière longue de 5 km. C'est la meilleure solution pour distribuer la bière dans des grands stades caractérisés par des variations importantes de fréquentation. Les bars sont ainsi alimentés directement depuis un grand réservoir de bière ce qui serait impossible, en France, puisque les ventes de boissons alcoolisées sont interdites autour et dans les stades.